# Jūratė és Kastytis

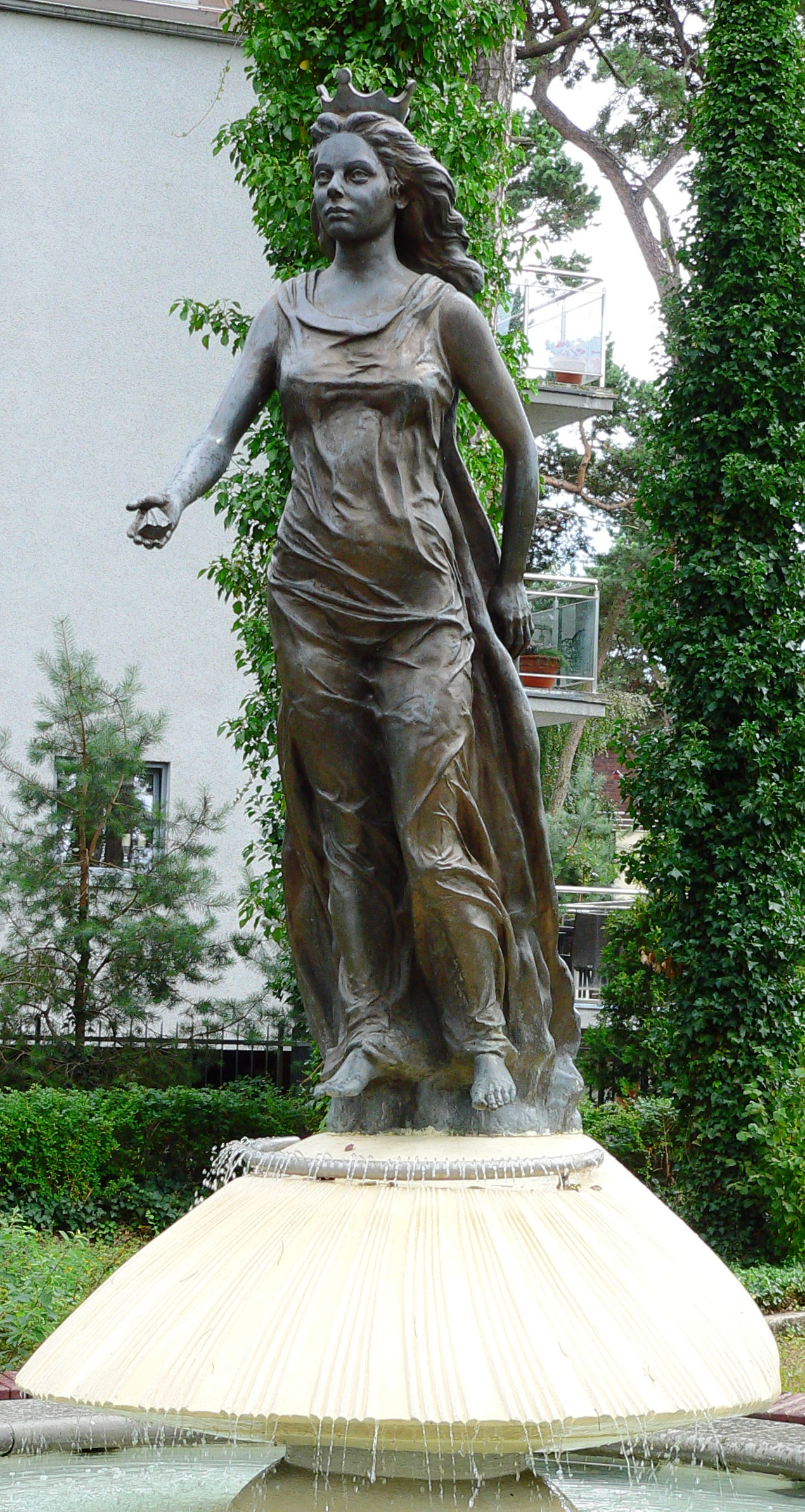
Jūratė szobra a lengyelországi Juratában

Jūratė koronája és borostyán nyaklánca Palanga címerében

A Jūratė és Kastytis az egyik legismertebb és legnépszerűbb litván népmese. Liudvikas Adomas Jucevičius jegyezte le először 1842-ben, s azóta számos versnek, balettnek, rockoperának lett témája. Autentikusságát néha kétségbe vonják, mert a korabeli romantikus irodalom is hatással lehetett a létrejöttére.

## A történet
Különféle változatokban maradt fenn, de a fő motívumok állandóak. Jūratė istennő (néha sellőnek is nevezik; a jūra tengert jelent) a Balti-tenger fenekén élt gyönyörű borostyánpalotájában, ő volt a tenger és minden tengeri élőlény úrnője. Egyszer egy Kastytis nevű halászlegény megzavarta a tenger békéjét, és sok halat kifogott. Jūratė meg akarta büntetni, hogy a békét helyreállítsa, de beleszeretett a szép halászba. Boldogan éltek a palotában, ám Perkūnas, a viharisten megtudta, hogy a halhatatlan istennő egy halandó emberbe szerelmes, és dühében szétzúzta a palotát, amely millió darabra tört, Jūratėt pedig hozzáláncolta a romokhoz (más verzióban egy tengermélyi sziklához). A mese szerint ezért sodródnak partra vihar után máig is borostyándarabok a Balti-tenger mellékén.
Van olyan változat, amelyben Jūratė megmenti Kastytist egy viharban. Más verziókban Perkūnas megöli Kastytist, Jūratė pedig máig is gyászolja. Könnyei borostyánná válnak, és a partra sodródnak, bánatos hangját hallani lehet a viharos tengeren. Egyes variációkban Kastytis Šventoji városából származott.

## Kulturális vonatkozásai
A sok litván népmese és legenda közül talán az Eglė kígyókirályné és a Jūratė és Kastytis a legismertebb. Noha Eglė története összetettebb, mindkettő a szerelemről szól, s litván mitológiai elemekkel vegyítve bizonyos dolgok eredetére próbál magyarázatot találni. Mind az Eglė, mind a Jūratė népszerű litván keresztnév.
Palangában, a legfontosabb litvániai üdülőhelyen szobrot állítottak Jūratėnak és Kastytisnak, azon a téren, amely a legfőbb turistaattrakcióra, a napnyugtába vezető hídra nyílik. Palanga címerében a borostyángyöngyök a borostyánfeldolgozás ősi mesterségét képviselik, az ezüstkorona pedig Jūratėt jelképezi.
A mese sok műalkotást inspirált. Maironis, az ismert hazafias költő 1920-ban balladát írt a szerelmesekről, a népmese mai népszerűsége is főleg ennek köszönhető. Vaclovas Rataiskis-Ratasnak a balladához készített fametszetes illusztrációi 1937-ben nemzetközi díjat nyertek Párizsban. 1933-ban balettet mutattak be a meséből, 1955-ben opera és színdarab is készült belőle, előbbit 1972-ben Chicagóban is játszották. 2002-ben a meséből írt rockoperát adtak elő Klaipėdában a város fennállásának 750. évfordulója tiszteletére. A rockopera szüzséje ott kezdődik, ahol a mese véget ér: a palota elpusztul, a szerelmesek szétválnak.
Jurata lengyel tengerparti üdülőváros, amelyet a Második Lengyel Köztársaság idején, a két világháború között alapítottak, Jūratė istennő nevét viseli.

## Fordítás
- Ez a szócikk részben vagy egészben  a   Jūratė and Kastytis című angol Wikipédia-szócikk ezen változatának fordításán alapul.  Az eredeti cikk szerkesztőit annak laptörténete sorolja fel. Ez a jelzés csupán a megfogalmazás eredetét és a szerzői jogokat jelzi, nem szolgál a cikkben szereplő információk forrásmegjelöléseként.